# Застарелост (облигационо право)
Застарелост је правни институт присутан у више грана права, а означава застаревање, односно нестанак или неутуживост одређеног права услед некоришћења од стране титулара. Застарелост је од великог значаја и у облигационом праву.

## Облигационо право Србије

### Почетак застаревања и наступање застарелости
Застарелост наступа кад протекне законом одређено време у коме је поверилац могао захтевати испуњење обавезе. Застаревање почиње тећи првог дана после доспелости обавезе, осим ако законом није другачије прописано. Обавезе које се састоје у трпљењу или пропуштању почињу застаревати првог дана после дана кад је дужник поступио противно обавези. Свака застарелост наступа кад истекне последњи дан законом одређеног времена. У време застарелости рачуна се и време које је протекло у корист дужникових претходника. Законом одређено време застарелости не може се мењати правним послом.

### Рокови за застарелост
Рокови за застарелост су различити за поједине врсте потраживања. ЗОО познаје четири рока застарелости: од десет, пет, три и једне године. Општи рок застарелости је десет година. У том року застаревају сва потраживања, уколико законом није одређен неки други рок застарелости.

### Застој застаревања
Одређене чињенице спречавају застаревање, тј. не допуштају да рок за застарелост почне тећи, а ако је већ био започео, даљи његов ток се зауставља. Застаревање не тече између одређених лица због њихове блискости: између супружника, између родитеља и деце док траје родитељско право, између штићеника и његовог стараоца, као и органа старатељства, за време трајања старатељства и док не буду положени рачуни;између лица која живе у ванбрачној заједници, док та заједница траје. Затим, застаревање не тече за време мобилизације, рата и непосредне ратне опасности у погледу потраживања лица на војној дужности као и у погледу потраживања која имају лица запослена у туђем домаинству од послодавца или чланова његове породице који заједно са њим живе, све док запослење траје. Застаревање не тече ни за време за које повериоцу није било могуће, због неотклоњивих препрека, да судским путем захтева испуњење обавезе. Осим ових случајева, застаревање се не може за неко време обуставити правним послом.

## Прекид застаревања
Застаревање се може прекинути из више разлога. Пре свега, оно се прекида када дужник призна дуг давањем отплате, плаћањем камате или давањем повериоцу нечег ради осигурања потраживања. Затим, застаревање се прекида подизањем тужбе и сваком другом повериочевом радњом предузето против дужника пред судом или другим надлежним органом, у циљу утврђивања, осигурања или остварења потраживања. Прекид не настаје уколико тужилац одустане или тужба буде одбачена или одбијена или издејствована мера буде поништена, али само у случају мериторног одлучивања. За прекид застаревања није довољно а поверилац позове дужника (писмено или усмено) да обавезу испуни.

## Последице застарелости
Застарелост укида утуживост тражбине. Њоме не нестаје обавеза дужника да дуг испуни, већ могућност да поверилац испуњење издејствује судским путем, што је у пракси слично гашењу обавезе. Међутим, поверилац се може користити застарелим потраживањем на неки други начин. На пример, може њиме пребити дужниково потраживање уколико још није било застарело у часу кад су се стекли услови за пребијање. Осим тога, поверилац застарелог потраживања надокнаде штете може после застарелости захтевати од одговорног лица да му уступи оно што је добио услед штетне радње по правилима о неоснованом обогаћењу. Најзад, поверилац застрелог потраживања које је осигурано залогом или хипотеком може се и намирити из оптерећене ствари, ако је држи у рукама или ако је његово право уписано у јавну књигу.